# Hedda Gabler (film, 1978)
Pour les articles homonymes, voir Hedda Gabler.
Pour plus de détails, voir Fiche technique et Distribution.
Hedda Gabler est un film dramatique belge écrit et réalisé par Jan Decorte et sorti en 1978.
Le film est le deuxième long métrage de Jan Decorte qu'il a adapté de la pièce Hedda Gabler du dramaturge norvégien Henrik Ibsen.

## Synopsis
Sauf indication contraire, les informations mentionnées dans cette section peuvent être confirmées par la base de données cinématographiques IMDb,  présente dans la section « Liens externes ».   
Hedda Gabler est une belle femme nouvellement mariée à Jörgen Tesman, un respectable universitaire. Elle rentre d'une lune de miel trop longue. Elle est enceinte et sera courtisée par l'écrivain Eljert Lövbor, un vieil amant qui est sur le point de percer avec un roman autobiographique de qualité exceptionnelle, Avila. Les conséquences sont tragiques, Hedda se suicide.

## Fiche technique
- Titre original : Hedda Gabler
- Réalisation : Jan Decorte
- Scénario : Jan Decorte, d'après la pièce de théâtre Hedda Gabler de Henrik Ibsen
- Photographie : Rufus Bohez
- Montage : Jan Decorte
- Costumes : Sigrid Vinks
- Direction artistique : Jan Decorte
- Pays de production : Belgique
- Langue originale : néerlandais
- Format : noir et blanc
- Genre : drame
- Durée : 110 minutes
- Dates de sortie : 
  - Belgique : 1978

## Distribution
- Rita Wouters : Hedda
- Bert André : Eljert Lövborg
- Jan Pauwels : Jörgen Tesman
- Jos van Gorp : Brack
- Rezy Schumacher : Thea Elstved
- Cara Van Wersch : Julia Tesman
- Sigrid Vinks : Berthe

## Adaptation
Jan Decorte a déplacé l'action de la pièce réaliste d'Ibsen de 1890 à 1950.